# Bondareve, Starobilsk
Bondareve (în ucraineană Бондареве) este un sat în comuna Karaiașnîk din raionul Starobilsk, regiunea Luhansk, Ucraina.

## Demografie
Componența lingvistică a localității Bondareve
     Ucraineană (96,94%)
     Rusă (3,06%)
Conform recensământului din 2001, majoritatea populației localității Bondareve era vorbitoare de ucraineană (96,94%), existând în minoritate și vorbitori de rusă (3,06%).